# Magellanov most
Magellanov most je tok nevtralnega vodika, ki povezuje Veliki in Mali Magellanov oblak. Večinoma ga sestavlja plin z nizko vsebnostjo težjih elementov, vendar je bilo v njem najdenih nekaj zvezd.